# Bythocellata bulbiformis
Bythocellata bulbiformis is een hydroïdpoliep uit de familie Bythotiaridae. De poliep komt uit het geslacht Bythocellata. Bythocellata bulbiformis werd in 2006 voor het eerst wetenschappelijk beschreven door Xu & Huang. 